# Kuolema (Sibelius)

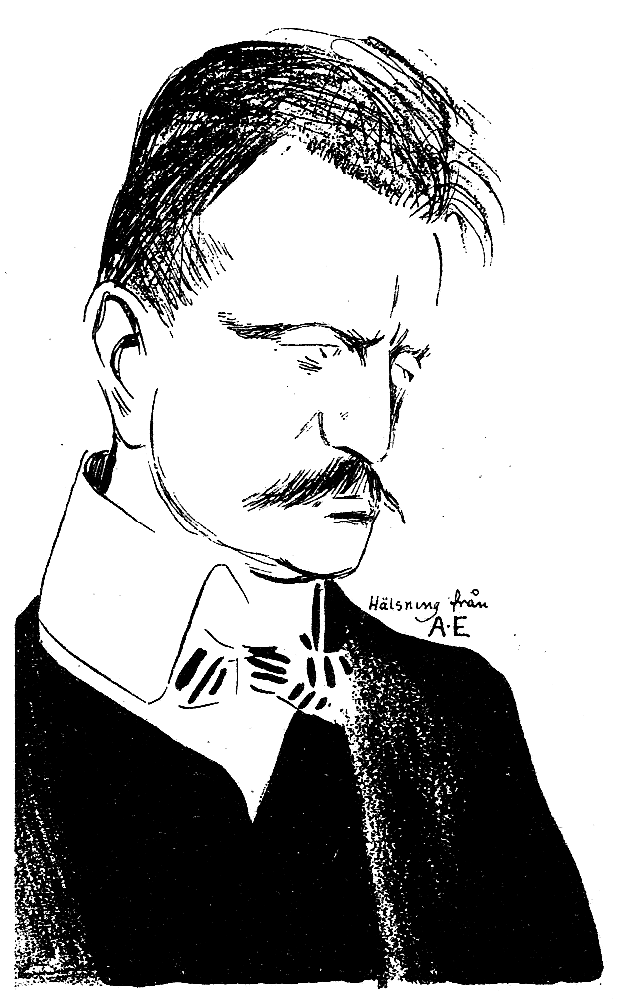
Kuolema

Kuolema (La Muerte), Op. 44, es una música incidental para orquesta de Jean Sibelius para una obra de teatro homónima de Arvid Järnefelt, estructurado en seis movimientos. Su estreno tuvo lugar en Helsinki en el Teatro Nacional el 2 de diciembre de 1903. A partir de ahí extrajo obras individuales de la pieza y las revisó bajo dos números de opus:
- Op. 44 n.º 1 Valse triste, terminado en 1904
- Op. 44 n.º 2 Escena con grullas, terminado en 1906
- Op. 62a Canzonetta (Giocoso der Liebenden) para orquesta de cuerda, primera versión de 1906, y versión final de 1911
- Op. 62b Valse romantique (Vals intermezzo), terminado en 1911[1][2]